# Wola Piotrowa

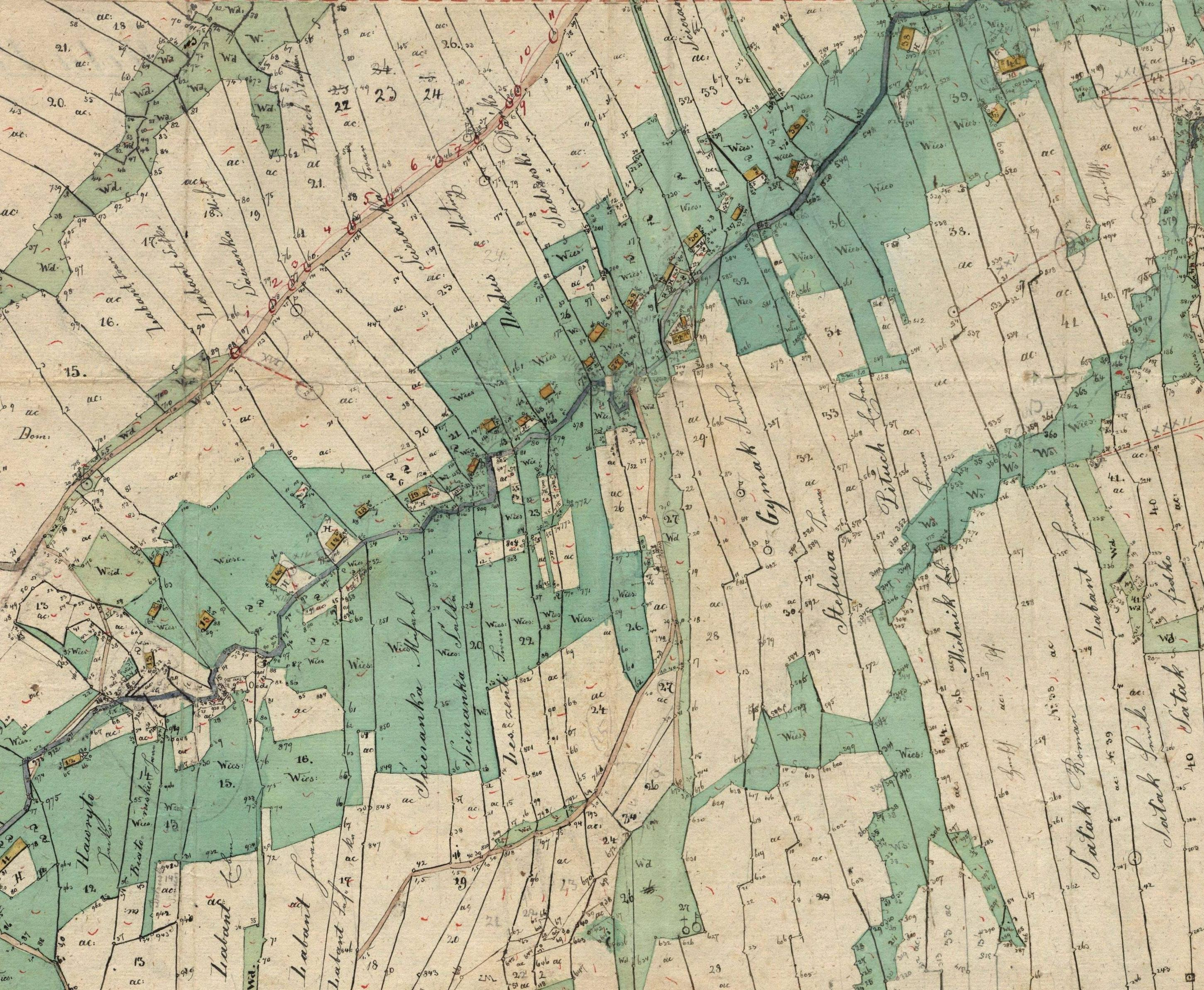
Mapa katastralna wsi Wola Piotrowa. Steuerbezirk Bukowsko. 1852

Wola Piotrowa – wieś w gminie Bukowsko, powiecie sanockim, województwie podkarpackim. Ma status sołectwa. Leży przy drodze z Bukowska do Kulasznego.

## Historia
Przed 1523 rokiem brak jest wzmianki o miejscowości w rejestrze podatkowym oraz rejestrze podymnego. Wieś była lokowana w pierwszej połowie XVI wieku na prawie wołoskim na południowo-wschodnim stoku lesistego pasma Bukowicy poniżej źródła Sanoczka.
Około roku 1539 wieś była w posiadaniu Mikołaja Herburta Odnowskiego. W 1552 roku w Woli Piotrowej było 17 kolonów, karczma, młyn, sołtys oraz ksiądz. W roku 1567 wieś zajmowała obszar 4½ łana.
W XIX wieku wieś należała do Katarzyny z Bołoz-Antoniewiczów Romaszkanowej, żony Piotra Romaszkana, od której w 1832 roku zakupili ją małżonkowie Wiktor (1792–1840) i Łucja z Ostaszewskich (1802–1894) Gniewoszowie. W połowie XIX wieku właścicielką posiadłości tabularnej Wola Piotrowa była Ludwika Gniewosz. Dziedzicem Woli Piotrowej został syn Wiktora i Łucji, Feliks Gniewosz. W 1905 syn Feliksa, Wiktor Gniewosz posiadał we wsi obszar 370,8 ha, w 1911 posiadał 71 ha, a w 1916 odsprzedał swe dobra Eustachemu Ściborowi-Rylskiemu.
W 1898 roku powierzchnia wsi wynosiła 5,1 km² (335 mieszkańców), dodatkowo obszar dworski pow. 3,58 km² (zamieszkany). W roku 1900 wieś liczyła 342 mieszkańców, całkowita powierzchnia wsi wynosiła wówczas 510 ha.
Po 1944 roku nastąpiły pierwsze wysiedlenia miejscowej ludności na Ukrainę oraz Ziemie Odzyskane. Po 1947roku wieś praktycznie opustoszała. W latach 60. XX wieku osadę zasiedlili protestanccy osadnicy z polskiej i czeskiej części Śląska Cieszyńskiego (Zaolzia). Pierwsi osadnicy, obywatele polscy, wyruszyli z Ustronia 8 grudnia 1966, a cztery dni później pojawili się w Woli Piotrowej. Byli to Andrzej Pietroszek i Adam Kupka z Ustronia oraz Karol Kupka z Żukowa Dolnego. Początkowo mieszkając w namiotach, a potem w prowizorycznych, drewnianych barakach. Wiosną 1967 roku do pierwszych osadników dołączały kolejne rodziny, powstawały pierwsze domy murowane i budynki gospodarcze. Prawo sołectwa Wola Piotrowa otrzymała w roku 1969. Pierwszym sołtysem został wybrany Andrzej Wisełka, który pełnił obowiązki sołtysa do roku 1994. Kolejnymi sołtysami byli Jerzy Wisełka, Jan Krzok, Jan Krzok (syn Jana), od roku 2007 aż do dziś funkcję sołtysa sprawuje Jan Hołomek.
Wieś została zelektryfikowana 1 listopada 1967. W tym samym roku wybudowano drogę, obecnie powiatową łączącą Wolę Piotrową z Bukowskiem, wcześniej była to zwykła droga gruntowa. W roku 1970 wybudowana została pierwsza linia telefoniczna. W latach 1974–1975 zostały zmeliorowane pola oraz wybudowano wodociąg wiejski. W roku 1975 powstała rolnicza spółdzielnia produkcyjna. W roku 1984 miejscowa społeczność protestancka wybudowała murowany dom modlitewny. W latach 1991–1992 we wsi zainstalowane zostały przyłącza gazowe do mieszkań. W roku 2007 funkcjonowało tu 13 gospodarstw rolnych o intensywnej produkcji rolnej nastawionych na produkcję mleka oraz kilka firm handlowo-usługowych produkujących m.in. meble oraz kilka gospodarstw agroturystycznych. 

### Położenie administracyjne
- W latach 1340–1772 wieś należała do Ziemi sanockiej, województwa ruskiego.
- W latach 1772–1852 wieś należała do cyrkułu leskiego, a następnie sanockiego.
- Od 1867 roku wieś leżała w powiecie sanockim, w gminie Bukowsko w Galicji.
- Do 1914 roku wieś należy do starostwa powiatowego w Sanoku, powiat sądowy Bukowsku.
- W latach 1975–1998 miejscowość administracyjnie należała do województwa krośnieńskiego.

### Dawne nazwy wsi
- 1526 – Pyothrowa Wolya
- 1530 – Pyothrowa

## Życie religijne

### Historia
Parafia łacińska w Nowotańcu istniała od XV wieku do 1748 roku, następnie w Bukowsku.
Pierwszy kościół powstał w tej osadzie w 1550 roku – pw. św. Michała Archanioła. W roku 1867 do kościoła należało 282 mieszkańców. W roku 1898 wieś liczyła według wyznania 321 grekokatolików. W 1936 roku wieś liczyła 457 grekokatolików. Z powodu braku remontów i zaniedbań kościół został rozebrany w roku 1903. Grekokatolicy należeli do parafii w Karlikowie.

### Współczesność

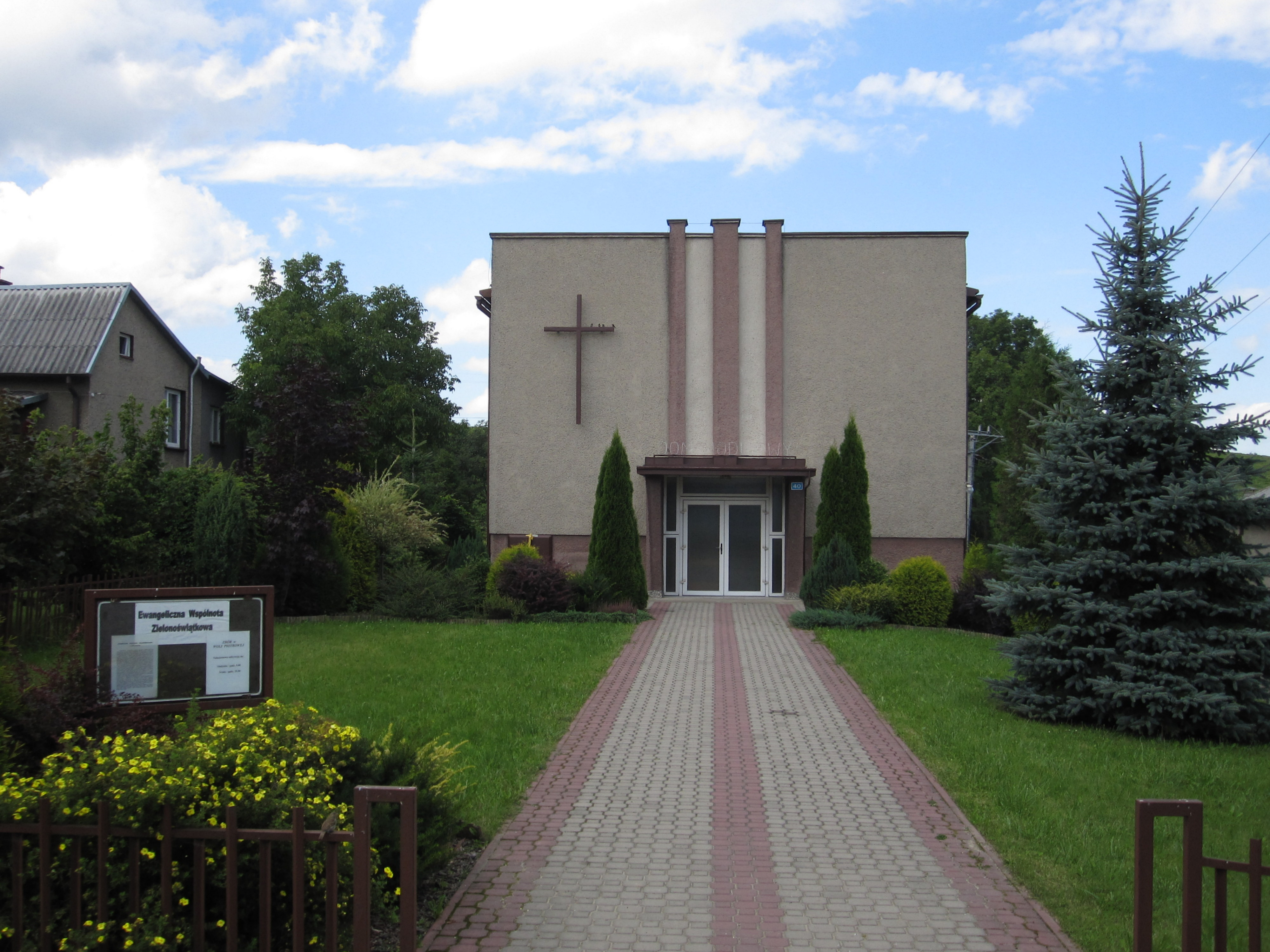
Dom modlitwy zboru Ewangelicznej Wspólnoty Zielonoświątkowej w Woli Piotrowej

Współcześnie wieś zamieszkują zielonoświątkowcy. Większość z mieszkańców należy do protestanckiego zboru Ewangelicznej Wspólnoty Zielonoświątkowej, który powstał tu w latach 70. XX wieku. Oprócz tego na terenie wsi istnieją dwie społeczności o charakterze zielonoświątkowo-jednościowym, związane z ruchem Williama Branhama.

## Infrastruktura i transport
Wieś położona jest przy drodze wojewódzkiej nr 889 z Sieniawy, przez Bukowsko do Szczawnego. Droga ta łączy się drogą 892 prowadzącą do przejścia granicznego przez Radoszyce na Słowację. 17 km od drogi krajowej nr 28.

## Sport i rekreacja
Na terenie wsi funkcjonuje kilka gospodarstw agroturystycznych oraz wyciąg narciarski w pobliskim Karlikowie.

### Szlaki piesze
- Kanasiówka (823 m n.p.m.) – Wisłok Wielki – Tokarnia (778 m n.p.m.), 1 km poniżej szczytu – Wola Piotrowa